# Christian Adam Dann

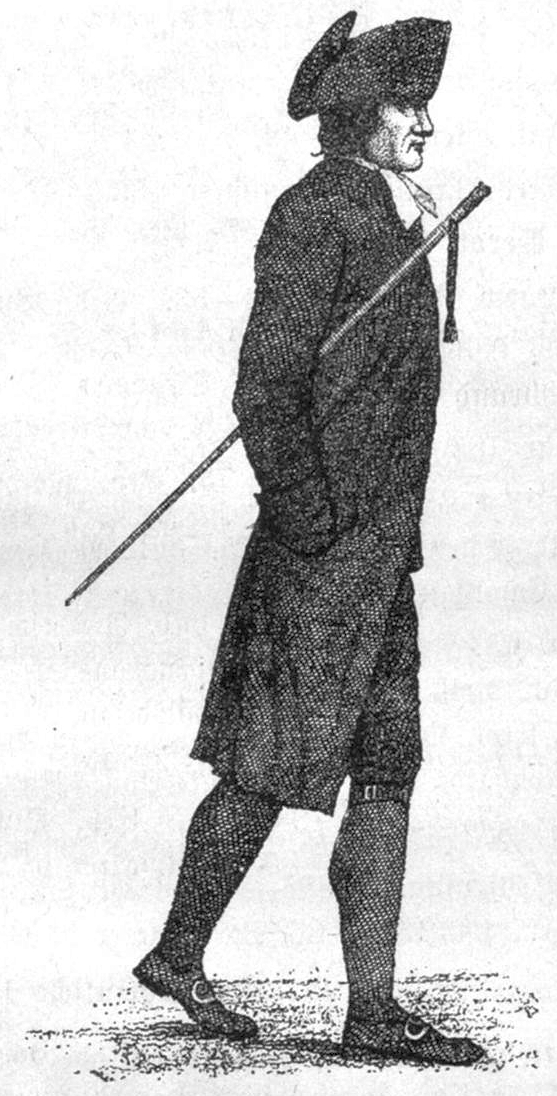

Christian Adam Dann (* 24. Dezember 1758 in Tübingen; † 19. März 1837 in Stuttgart) war ein deutscher lutherischer Pfarrer, Tierschutzpionier und Anhänger des Pietismus.

## Leben
Christian Adam Dann wurde an Heiligabend, dem 24. Dezember 1758 in Tübingen geboren. Sein Vater Jakob Heinrich Dann war Bürgermeister in Tübingen, Hofgerichtsassessor und Landtagsabgeordneter, seine Mutter war Sophie Elisabet Mögling. Nach seiner Kindheit in Tübingen besuchte Dann als Schüler die Klosterschule Blaubeuren und trat 1777 ins Theologische Stift Tübingen ein, wo er Schüler Gottlob Christian Storrs wurde. Dann wirkte zwei Jahre als Präzeptoratsvikar in Bebenhausen und fünf Jahre als Repetent am Tübinger Stift, bevor er 1793 seine erste Stelle als Diakon in Göppingen antrat. Ab 1794 wirkte er als Diakon in der Stuttgarter Leonhardskirche,  ab 1800 in der Stuttgarter Hospitalkirche.
Anlässlich einer Trauerrede am Grab des Stuttgarter Schauspielers und Komikers Carl Friderich Weberling (1769–1812) kritisierte er 1812 Moral und Theaterleben in der Stadt so heftig, dass er von König Friedrich I. in das Dorf Öschingen bei Tübingen strafversetzt wurde, nachdem er es abgelehnt hatte, das Dekanatamt in Weinsberg zu übernehmen. Er trug aus eigenem Vermögen einen Teil der Baukosten für die neue Martinskirche (Öschingen) bei. 1819 wechselte Dann nach Mössingen, bevor ihn König Wilhelm I. 1824 nach Stuttgart zurückholte. Nach seiner Rückkehr war er zunächst erster Diakonus an der Stiftskirche und von 1825 bis zu seinem Tod Stadtpfarrer in der Stuttgarter Leonhardskirche. Eine im Jahr 1830 von ihm gehaltene Predigt bewegte die spätere Gründerin der Stuttgarter Diakonissenanstalt Charlotte Reihlen so sehr, dass sie sich dem Pietismus zuwandte.

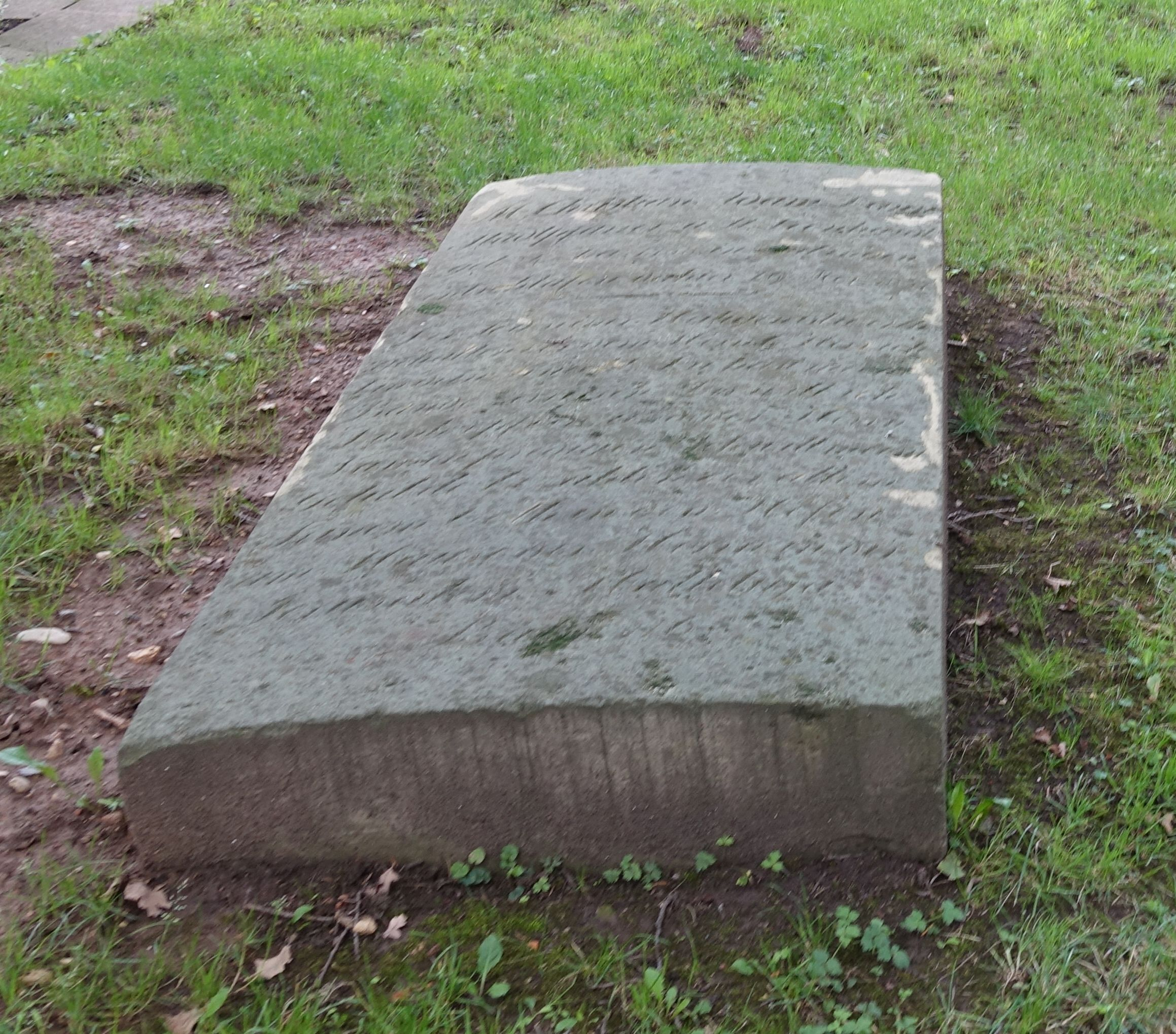
Grab von Christian Adam Dann.

Dann starb im Alter von 78 Jahren am 19. März 1837 in Stuttgart. Er wurde in Abteilung 5 auf dem Fangelsbachfriedhof in Stuttgart begraben.

## Familie
Dann heiratete 1798 Luise Christiane  Finner (1768–1817), eine Tochter von Conrad Heinrich Finner, Stadtschreiber und Amtmann in Weilheim, und Elisabethe Christiane Neußer(?). Aus der Ehe ging der Sohn Christian Heinrich Immanuel Dann (1800–1866) hervor, der als Pfarrer in Schwieberdingen wirkte.

## Tierschutz
In seiner Zeit in Mössingen entdeckte Dann 1821 einen von Gewehrkugeln durchlöcherten Storch. Erbost über diese Tierquälerei verfasste er die im darauffolgenden Jahr erschienene Schrift: Bitte der armen Thiere, der unvernünftigen Geschöpfe, an ihre vernünftigen Mitgeschöpfe und Herrn, die Menschen, in der er nicht nur die sinnlose Quälerei von Haus-, Nutz- und Wildtieren sowie die Vernachlässigung und Misshandlung des Viehs, sondern auch Tierversuche und das Ausplündern der Natur durch Eierdiebstahl und Vogelfang anprangerte. Dann überschrieb seine Schrift mit Zitaten aus dem Alten Testament, die von Gottes barmherzigem Umgang mit den Tieren berichten. Er rief dazu auf, die Tiere als Gottes geliebte Kreatur und als Mitgeschöpfe zu achten. Ein Mensch, der Tiere quäle, könne auch Gott nicht lieben. Ferner sei dem sinnlosen Quälen von Tieren Einhalt zu gebieten, da die Grausamkeit gegenüber Tieren auch zu Grausamkeiten gegenüber Mitmenschen und zu einer Verrohung der Gesellschaft führe. Eine weitere Schrift über den Schutz der Tiere erschien zehn Jahre später. Dann berief sich in seinem Kampf gegen die Tierquälerei darauf, dass der Tierschutz eine biblische Forderung sei, was u. a. er mit der Bibelstelle „Der Gerechte erbarmt sich seines Viehs, aber das Herz der Gottlosen ist unbarmherzig“ (Spr 12,10 ) begründete.
Die Schriften Danns hatten auf seinen Freund, den Liederdichter und Pfarrer Albert Knapp, eine so starke Wirkung, dass dieser 1837, 9 Monate nach Danns Tod, den ersten Tierschutzverein Deutschlands ins Leben rief.

## Ehrungen
Die Stadt Mössingen benannte 2008 eine Straße nach ihm, die Christian-Dann-Straße. Im September und Oktober 2008 fand zudem in Mössingen eine Ausstellung mit dem Titel Mössingens Alte Meister im Vogel- und Tierschutz – Ausstellung Christian Ludwig Landbeck (Ornithologe) und Pfarrer Christian Adam Dann statt.

## Schriften
Neben theologischen Schriften und Liedern wurde Dann vor allem als Verfasser zweier Schriften bekannt, in denen er für den Tierschutz eintrat und somit als Pionier des Tierschutzes in Deutschland gilt.
Es erschienen:

### Schriften über den Tierschutz
- Bitte der armen Thiere, der unvernünftigen Geschöpfe, an ihre vernünftigen Mitgeschöpfe und Herrn, die Menschen. Fues, Tübingen 1822 (2. Auflage 1838).
- Nothgedrungener, durch viele Beispiele beleuchteter Aufruf an alle Menschen von Nachdenken und Gefühl zu gemeinschaftlicher Beherzigung und Linderung der unsäglichen Leiden der in unserer Umgebung lebenden Thiere. Steinkopf, Stuttgart 1832.

Beide Schriften sind abgedruckt in:
- Christian Adam Dann, Albert Knapp: Wider die Tierquälerei: Frühe Aufrufe zum Tierschutz aus dem württembergischen Pietismus (=Kleine Texte des Pietismus. Bd. 7), hrsg. von Martin H. Jung, Evangelische Verlagsanstalt, Leipzig 2002, ISBN 3-374-01988-9.

### Theologische Schriften
- Anleitung zu christlichem Nachdenken für junge Leute über Konfirmation, Kommunion und frühe Gottseligkeit (1801; 3. Auflage 1837)
- Die schönsten Geschichten für Christen-Kinder. L. F. Fues, Tübingen 1805 (Digitalisat)
- Erklärungen eines Predigers an seine Gemeinde. Ein Neujahrsblatt. Tübingen bey Ludwig Friedrich Fues 1807. (Anonym, 16 S.)
- Frühlings-Feyer. Ein Wort zur Lehre und Ermunterung für die liebe Jugend an dem Mayentage. Stuttgart, bey Joh. Friedr. Steinkopf. (Anonym, 24 S.)
- Die großen Thaten Gottes zur erneuerten Beherzigung den Verehrern unsers Herrn in einer kurzen Uebersicht dargestellt. Stuttgart bey Joh. Friedr. Steinkopf. 1811. (Anonym, 32 S.)
- Gethsemane und Golgatha. Ein Andachts-Blatt zur Beförderung einer zweckmäßigen Feyer der grossen und stillen Woche. Tübingen, bey Ludw. Friedrich Fueß. 1812. (Anonym, 24 S.)
- Abschieds-Predigt in Stuttgart (den 22sten November 1812.) und Antritt-Predigt in Oeschingen (den 29sten November 1812.) Eine Denkschrift für beede Gemeinen bestimmt und in wohlthätigen Zwecken dem Druck überlassen von Christian Adam Dann, Pfarrer in Oeschingen. Tübingen, gedruckt mit Hopfer'schen Schriften. 1813. (72 S.)
- Der schönste Geburts- und Namenstag. Zweite verbesserte Auflage. Tübingen, bey Ludwig Friedrich Fues. (Anonym, 24 S.)
- Neujahrs-Blatt für ältere und jüngere Christen, deren Geistesübung Gottseligkeit zum Zweck hat. Stuttgart, bei Joh. Fried. Steinkopf. 1813. (Anonym, 36 S.)
- Beicht- und Kommunionsbuch (1816; 4. Auflage 1838)
- Für meine Schulkinder. Ein Denkzeichen zur Erweckung frommer und fröhlicher Gedanken am Jubelfeste der Reformation. Tübingen, bei Ludwig Friedrich Fues. 1817. (Anonym, 12 S.)
- Für meine Schulkinder. Zweites Denkblatt zur Bewahrung, Erhaltung und Vermehrung der festlichen, frommen und fröhlichen Eindrücke und Gedanken. Von C. A. D. Tübingen, bey Ludwig Friedrich Fues. 1817. (14 S.)
- Für meine Schulkinder. Drittes Denkblatt. Etwas aus Luthers Lehrweisheit oder seinen Verstandesübungen mit Kindern. Zu neuer Belebung des Andenkens an den theuren Mann Gottes. Von C. A. D. Am 1. Sonntag Epiph. als dem Tage einer Schul- und Kinderpredigt. Tübingen, bei Ludwig Friedrich Fues. 1818. (10 S.)
- Für meine Schulkinder. Viertes Denkblatt. Luthers Heimgang zum Herrn, gefeiert d. 18. Februar 1818 in der wöchentlichen Betstunde von C. A. D. und seiner Gemeinde. Tübingen, bei Ludw. Friedr. Fues. 1818. (8 S.)
- Die jungen Wanderer am Scheidewege. Ein Denk-Blatt der erst confirmirten Jugend gewidmet. Vierte verbesserte Auflage. Tübingen, bey Ludwig Friderich (!) Fues. 1820. (Anonym, 36 S.)
- Ermahungen an meine Confirmanden beym Schluß meines Unterrichtes. Zum bleibenden Andenken aufgezeichnet für ... Tübingen, bey Ludw. Friedr. Fues. 1821. (Anonym, 16 S., dem jeweiligen Konfirmanden offenbar namentlich zu widmen)